# Арт Оэнфер
Арт Оэнфер (др.‑ирл. Art Óenfer, «Арт Одинокий»), также Арт мак Куинн (др.‑ирл. Art mac Cuinn, Арт, сын Конна) (II век) — легендарный Верховный король Ирландии, сын Конна Ста Битв. Согласно саге «Приключение Коннлы», у Конна было двое сыновей — Коннла и Арт. Перед Коннлой явилась женщина из сказочной страны, которая подарила ему волшебное яблоко, а затем увлекла его за собой; Арт остался единственным сыном короля и поэтому был прозван «Одиноким».
Арт погиб в битве при Маг Мукриме, сражаясь с мунстерским королём Лугайдом мак Коном. Перед битвой он провёл ночь с дочерью кузнеца Олкаха, в результате чего появился на свет Кормак мак Арт, которого считали величайшим королём Ирландии языческих времён. Официальную жену Арта звали Медб.